# Ferrari 312T
A Ferrari 312T egy Formula–1-es versenyautó, amit a Scuderia Ferrari tervezett az 1975-ös szezonra. Különböző változatai egészen 1980-ig versenyeztek a Formula–1-ben. A Mauro Forghieri által tervezett autó 27 versenygyőzelemhez, 4 konstruktőri- és 3 egyéni világbajnoki címhez segítette hozzá a csapatot. A Ferrari 640-ig ez volt a csapat utolsó szívómotoros autója.

## Motor
Az autó erőforrása egy 12 hengeres boxer elrendezésű, atmoszférikus feltöltésű benzinmotor volt, mely 3000 cm³ hengerűrtartalommal rendelkezett. A kor viszonyaihoz képest erős és megbízható motor csúcsteljesítménye 12000-es percenkénti fordulatszámon nagyjából 500 LE volt. Az autó típusjelzésében a T betű jelölte a "transzverzális" ötsebességű váltót, amely a kezelhetőséget nagymértékben javította.

## Változatok

### 312T
Fejlesztése már 1974-ben elkezdődött, amikor kiderült, hogy a 312B3 kasztnijával kapcsolatos problémákat újabb áttervezéssel nem lehet megoldani. Radikálisan új dizájnra volt szükség, és ahogy ekkoriban a Ferrari összes autóját, ezt is Mauro Forgihieri tervezte.

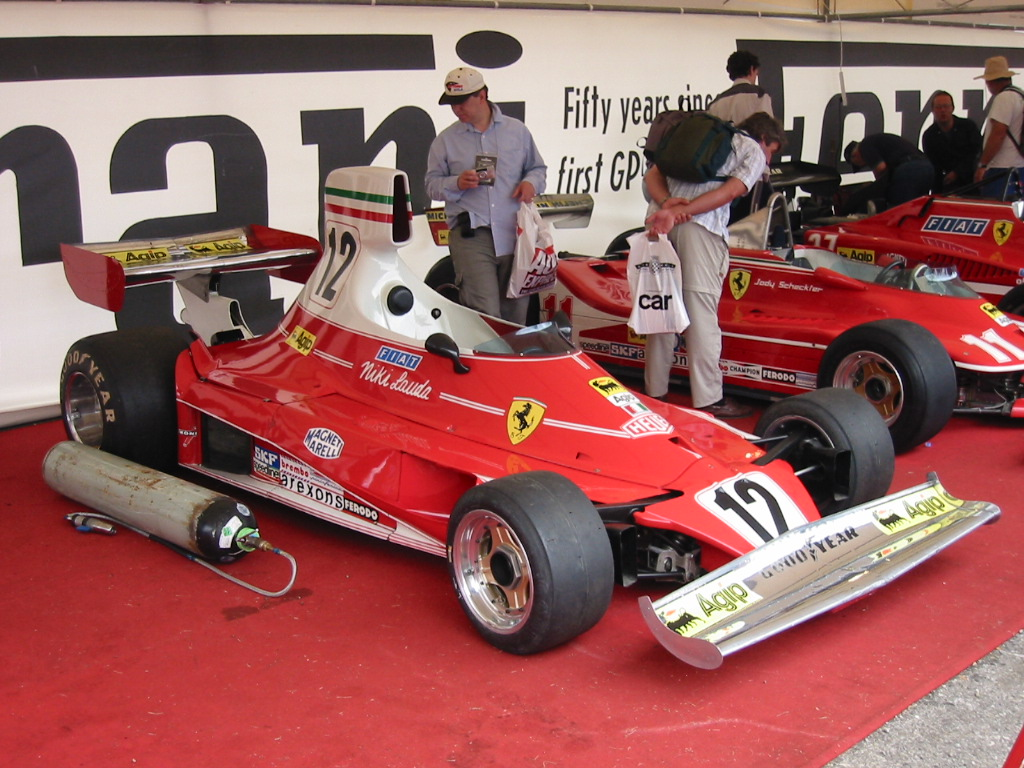

Ahogy abban a korban az megszokott volt, az autó kasztnija hegesztett csőacélból készült, amelyet alumínium panelekkel vontak be. Számos érdekes újítás is helyet kapott az autóban, mint a transzverzális váltó, amelyet a hátsó tengely elé lehetett helyezni, amely kedvezőbb volt. Szintén új volt a felfüggesztés, és az autó eleje is keskenyebbre lett tervezve. A kezelhetőség is jobb volt, nem szenvedett az autó az elődjénél már-már kritikus szintet elérő alulkormányozottságtól. A szezont megelőzően Niki Lauda folyamatosan tesztelte az autót, felkészülve a világbajnoki küzdelemre.
A 312T már 1974 őszén elkészült, és a szezon végén be is mutatták a sajtónak Modenában. Ennek ellenére az 1975-ös idény első két versenyén még a 312B3-assal indultak, és csak Dél-Afrikában tudtak vele rajthoz állni. A debütálás felejthetőre sikerült: Clay Regazzoni kocsiját nem állították be tökéletesen, Lauda motorja pedig egy szintén rossz beállítás miatt gyenge volt. Hogy mégis mennyire jól sikerült konstrukció volt, azt remekül példázta, hogy a következő, a bajnokságba bele nem számító silverstone-i BRDC International Trophy futamot Lauda megnyerte. A nehéz kezdet után a Formula–1-es bajnokságban Lauda is szárnyalni kezdett, egymást követő öt futamából négyet megnyert, és Monzában egy harmadik hellyel a világbajnoki címet is bebiztosította. Regazzoni győzelmével a Ferrari 1964 után először nyert a konstruktőri bajnokságban is. Ezután Lauda még az amerikai nagydíjat is megnyerte.
1976-ban változtak a technikai szabályok: a magasan elhelyezett légbeömlőket, amelyek abban az időben divatosak voltak, a spanyol nagydíjtól kezdve betiltották. Az első három versenyen még lehetett használni őket, ebből Lauda kettőt, Regazzoni pedig a harmadikat meg is nyerte.

### 312T2

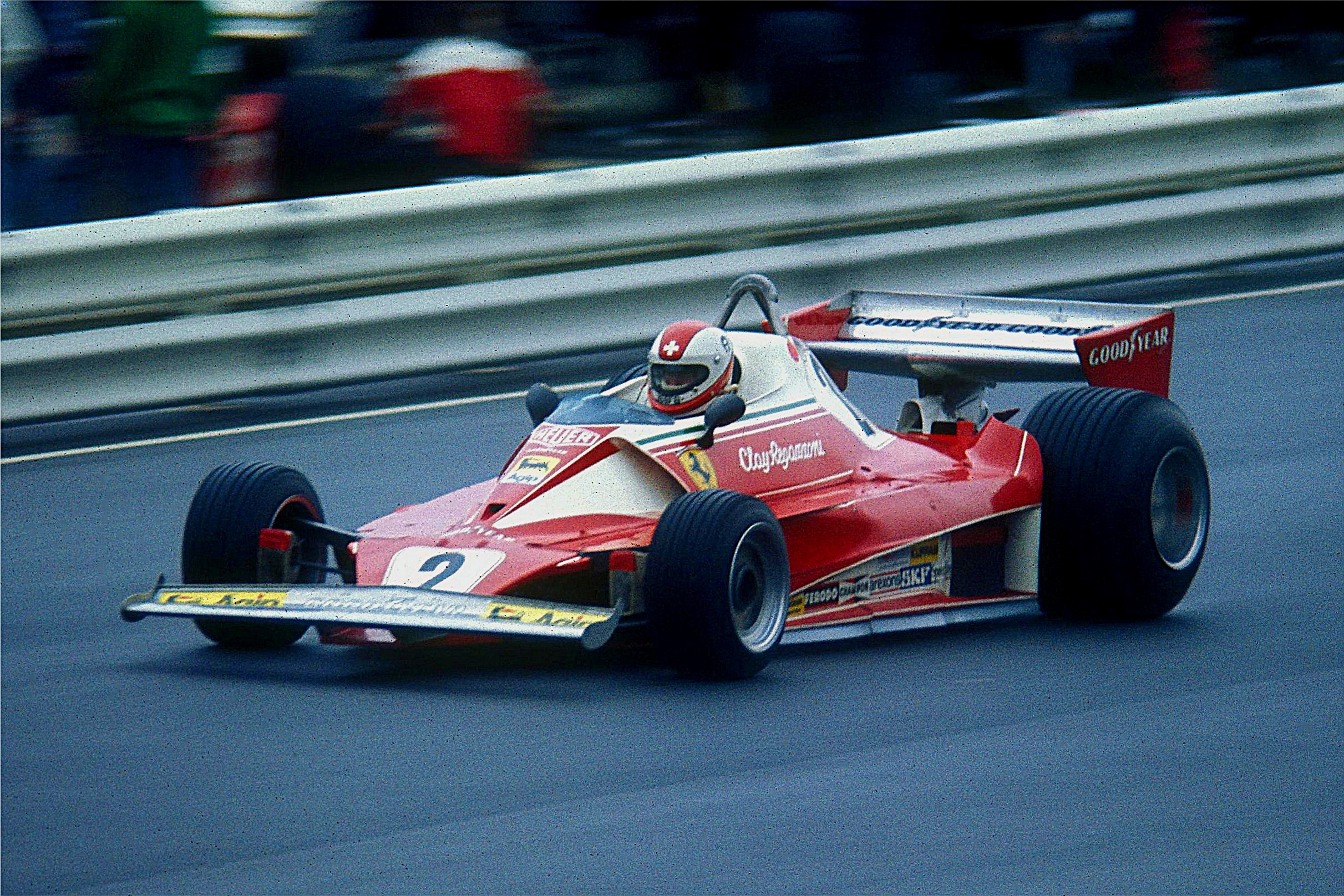

Ez a modell számos módosítást tartalmazott. Mivel a magasan elhelyezett légbeömlőket betltották, ahelyett az autó két oldalán, közvetlenül a pilóta elé kerültek, a motor hűtése érdekében. A tengelytáv is nőtt minimális mértékben. Kezdetben kísérleteztek egy de Dion hátsó felfüggesztés elemmel, de ezt elvetették, és egy hagyományos felfüggesztésre álltak vissza.
Debütálására 1976 márciusában, a Brands Hatch-ben rendezett Race of Champions futamon került sor, ami nem számított be a bajnokságba. Szintén egy nagyon sikeres konstrukció volt, Lauda három futamot is nyert vele és kényelmesen vezette a bajnokságot. Aztán a német nagydíjon hatalmas balesetet szenvedett, feltehetően a hátsó felfüggesztés hibája miatt. Kis híján belehalt, ám csodával határos módon 6 héttel később újra rajthoz állt, égési sérülései ellenére. Lauda a bajnokságot ugyan elvesztette, mindössze egyetlen ponttal James Hunt javára, de a csapat újra konstruktőri bajnok lett.
A Ferrari úgy döntött, hogy 1977-ben is ezt az autót használják, kisebb átdolgozásokkal, 312T2B néven. Az első két versenyen a különbség nem volt látványos, mivel az előző évről megmaradt kasztnikat használták. Ami feltűnő volt, az az, hogy a Fiat-logó, először a csapat történetében, felkerült az autóikra. Lauda elégedetlen volt a teljesítménnyel, és ezért a brazil és a dél-afrikai futamok között intenzív tesztelésbe kezdett a csapat. Így került bevezetésre az új hátsó szárny, így lett átdolgozva a kasztni és a felfüggesztések is. Dél-Afrikában Lauda nyert is, habár a futamon tragikus körülmények közepette meghalt Tom Pryce autójának roncsai miatt az ő Ferrarija is megsérült. A szezon során több futamon is cserélték az orrkúpot és a hátsó szárnyakat, a pályák karakterisztikájától függően. Egy problémát nem igazán sikerült megoldani: a 312T2B és a Goodyear abroncsok nem igazán működtek együtt. A Goodyear ugyanis a Lotus 78 nagy leszorítóerejéhez mérten tervezte át az idény közben a gumikat, és a kisebb leszorítóerőt használó Ferrarinak emiatt támadtak a gondjai a gumimelegítéssel. Még így is Lauda lett az év végén a világbajnok, aki a győzelem bebiztosítása után azonnal elhagyta a csapatot (mely sorozatban harmadszor konstruktőri bajnok is lett). Gilles Villeneuve került a helyére, aki sajátos vezetési stílusa miatt nem tudott megbarátkozni az autóval. 1978 első két versenyén még ezt a modellt használták.

### 312T3

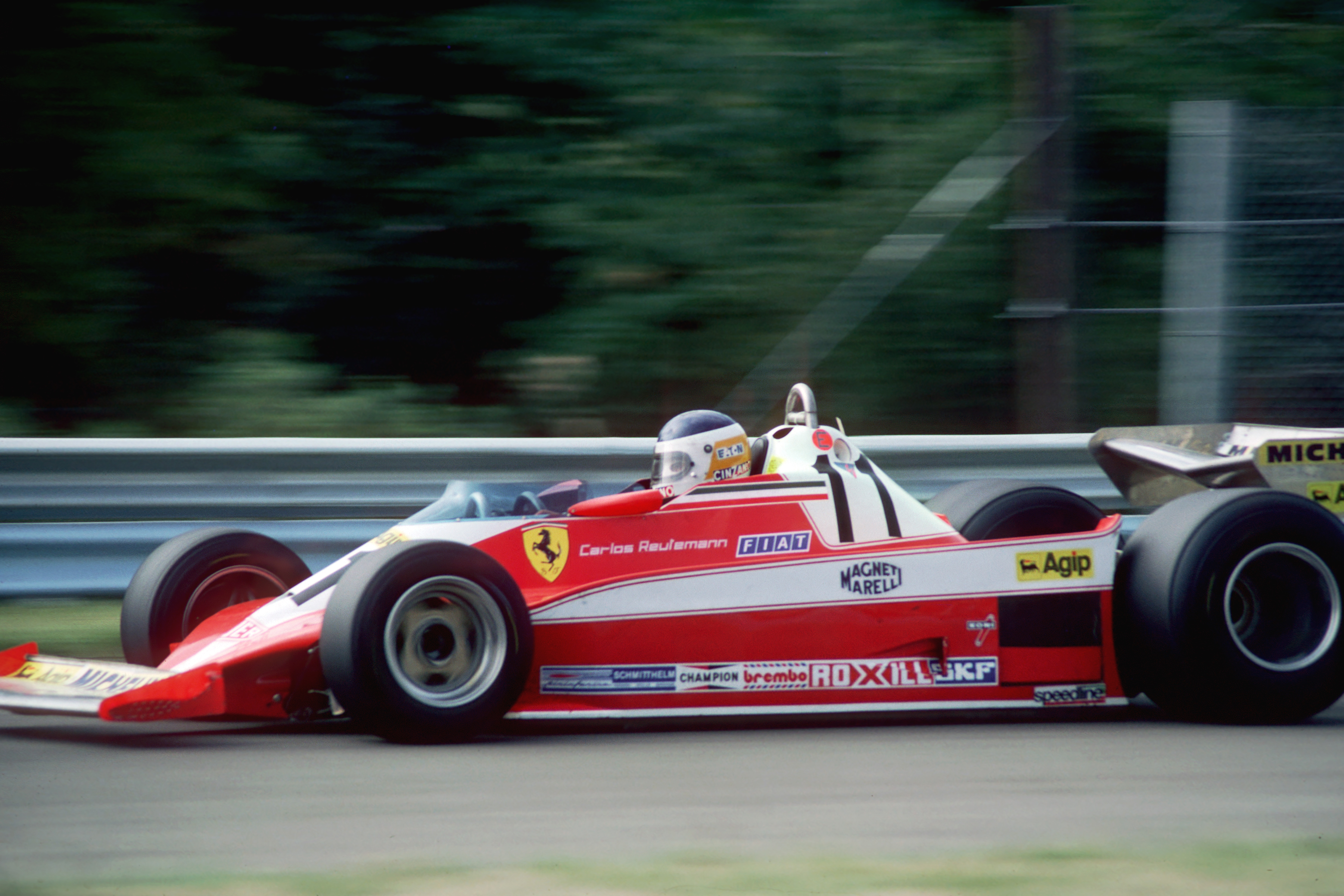

1978 harmadik futamán debütált az autó, Villeneuve-vel és Reutemann-nal a volán mögött. Ugyanaz a motor volt benne, mint amit 1970 óta használtak, ami egy kis ráncfelvarrással már kées volt 515 lóerőre is. A kasztni teljesen új volt, mely szabad szemmel is látható volt: a laposabb felső rész miatt jobb volt a hátsó kerekeknél a légáramlás. A felfüggesztéseket az új Michelin-abroncsokhoz tervezték. A nagy igyekezet hiábavaló volt, mert abban az évben a Lotus 79 mindenkinél jobb konstrukció volt, a Ferrari pedig csak akkor tudott villantani, ha a Lotusok hibáztak. Villeneuve csak a legutolsó, kanadai nagydíjon tudott nyerni, ami a hazai versenye is volt. Az idény végén Reutemann a Lotushoz igazolt, helyére Jody Scheckter érkezett. A Ferrari második lett a konstruktőri bajnokságban.

### 312T4

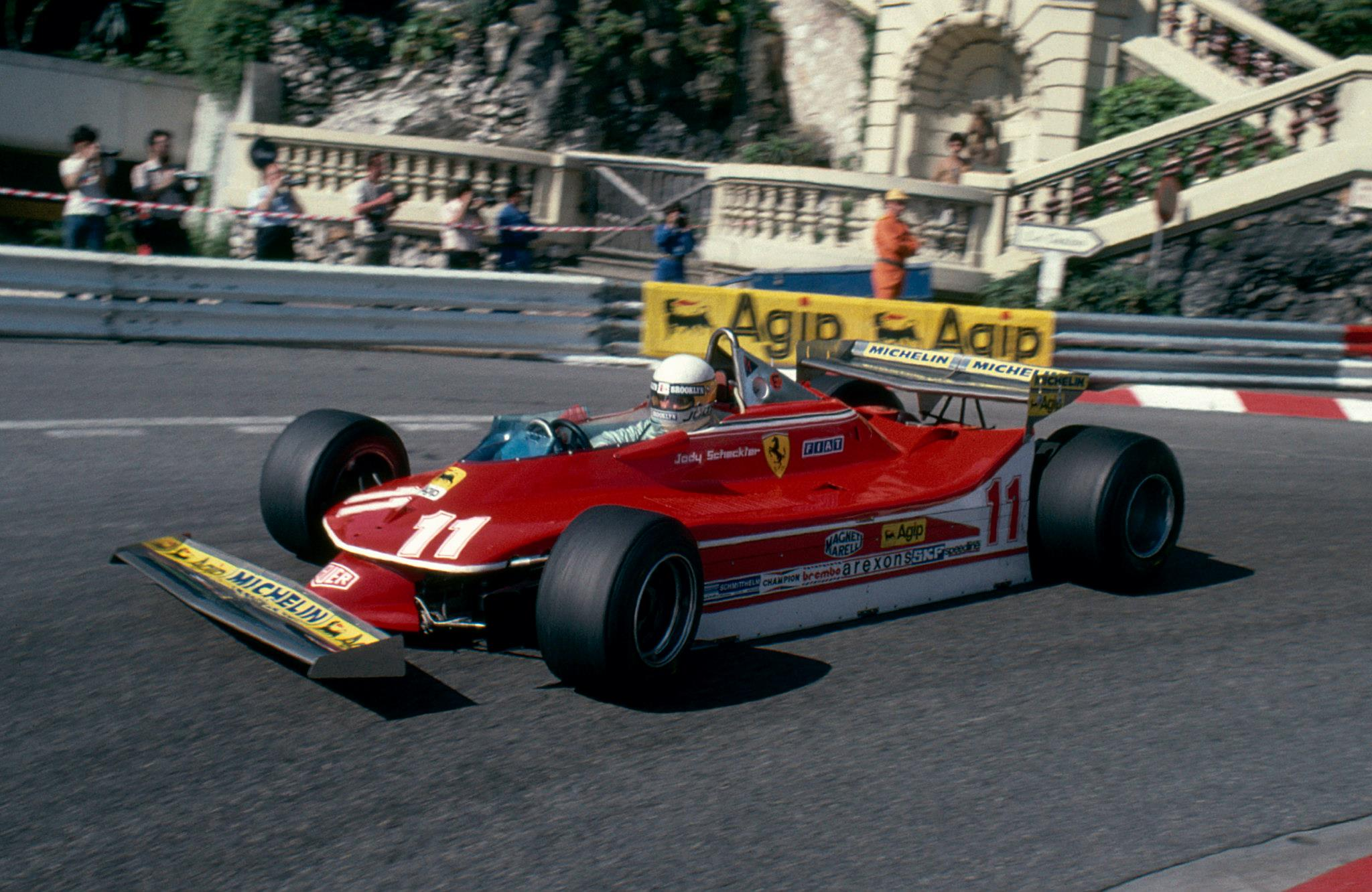

1979-ben radikális átalakításokat végeztek az autón, hogy felvegyék a versenyt a Lotusokkal. Forghieri is nekilátott, hogy az autót a minél nagyobb szívóhatás és leszorítóerő elérésésre ösztönözzék. A T4-es altípus az 1979-es dél-afrikai versenyen debütált. Olyan keskenyre tervezték, amennyire csak lehetett, a motor okozta korlátok mellett. Új, alacsonyan fekvő, hókotrólapátszerű első szárnyat kapott az autó, és oldalt szoknyákat. A konstrukció sikeres volt, a Ferrari hat győzelmet aratott, hármat-hármat mindkét pilótája. Jody Scheckter világbajnok lett, a Ferrari pedig ismét konstruktőri bajnok. Scheckter meg is kapta ajándékba az idényt követően az autót, amellyel a 2010-es bahreini nagydíjon is vezetett, az akkor még élő többi világbajnokkal együtt, ünnepelve a Formula–1 hatvanadik születésnapját.

### 312T5

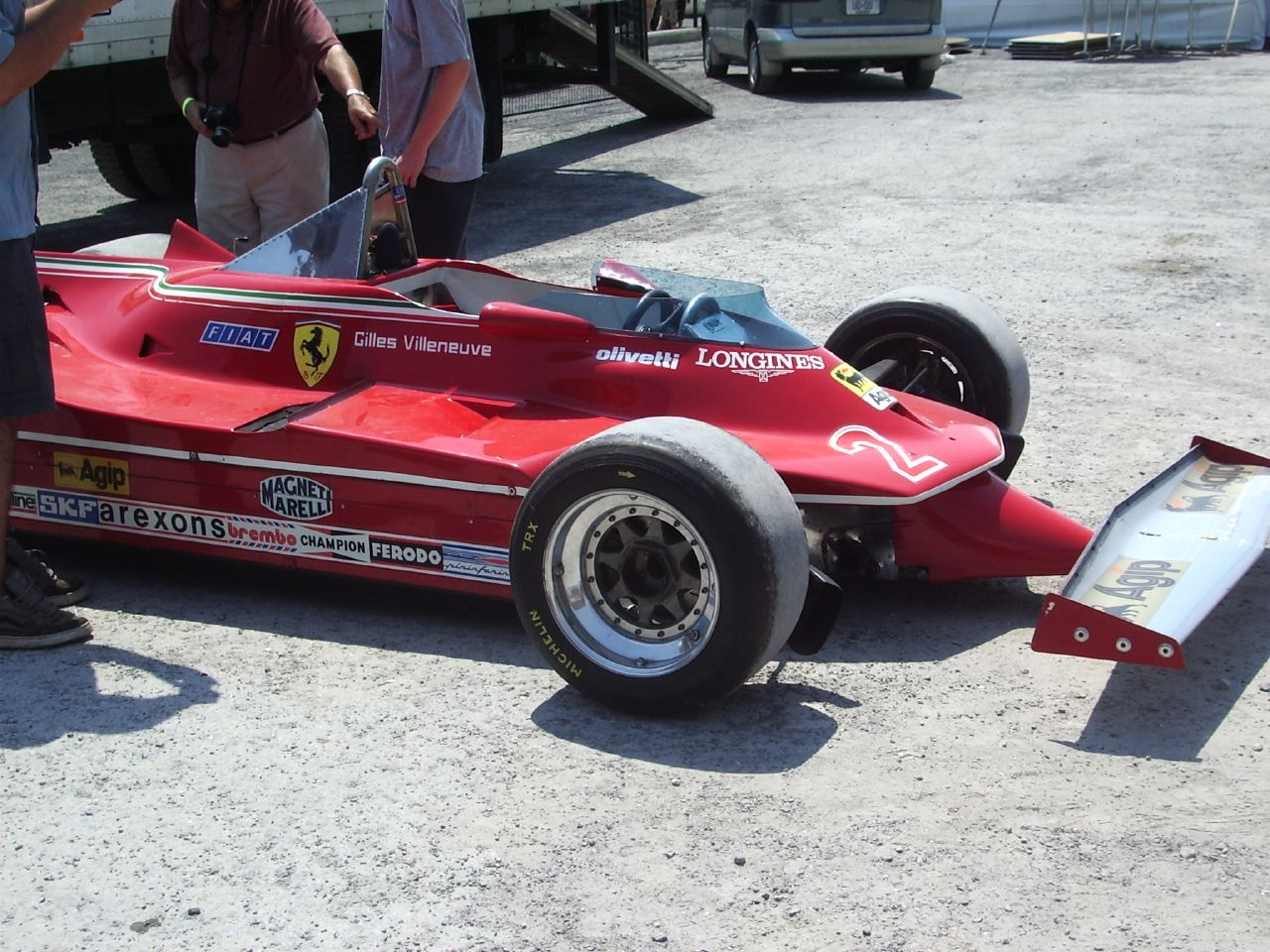

Az 1980-as évnek a Cosworth DFV motorokat használó csapatok nagy fejlesztésekkel vágtak neki, így a Ferrari is áttervezte a saját modelljét, amely a T5-ös variáns volt. Ez azonban elhibázott lépés volt: a Ferrari elavult motorja már egyáltalán nem illeszkedett az új aerodinamikához. A 312T5 megbízhatatlan és lassú volt, ami nem tudta felvenni a harcot az ellenfeleivel. Ráadásul ahogy a szezon előrehaladtával sem sikerült a csapatnak semmit javítani a tragikus helyzeten, a lemaradásuk egyre nagyobb volt. 1973 óta először a Ferrari egyetlen versenyt sem nyert, Scheckter ráadásul Kanadában a versenyre sem tudta magát kvalifikálni. Miután egész évben csak 2 pontot gyűjtött, az idény végén visszavonult. A csapat a 10. helyen végzett a konstruktőri bajnokságban, amilyen rosszul még sosem teljesítettek. Az idény végén az autót a teljesen új Ferrari 126C váltotta.

### 312T6
Készült egy kísérleti altípus is, amely két-két hátsó kereket tartalmazott, összesen hatot. Egyike volt az akkoriban próbálgatott hatkerekű autóknak, melyek közül egyedül a Tyrrell P34 versenyzett élesben. Az az autó négy kisebb első kereket tartalmazott, szemben a Ferrari négy hagyományos méretű hátsó kerekével. 1977-ben Lauda és Reutemann is tesztelték. Amellett, hogy a szélessége miatt teljesen szabálytalan is volt, vezetni is csak nehézkesen lehetett. Egy teszt során Reutemann összetörte a kocsit, ami ki is gyulladt, egy másik alkalommal a felfüggesztés adta meg magát. Versenyen sosem próbálták ki.
Egy időben elterjedt a híre egy 312T8 nevű típusnak is, melyen 4-4 kerék lett volna, összesen tehát nyolc. Később kiderült azonban, hogy ez csak egy, a Ferrari által megrendezett marketingfogás volt, ilyen autó a valóságban sosem létezett.

## Eredmények
Félkövérrel jelölve a pole pozíció, dőlt betűvel a leggyorsabb kör.
| Év   | Kasztni | Gumik | Pilóták           | 1   | 2   | 3   | 4   | 5   | 6   | 7   | 8   | 9   | 10  | 11  | 12  | 13  | 14  | 15  | 16  | 17  | Pontok | Helyezés |
| ---- | ------- | ----- | ----------------- | --- | --- | --- | --- | --- | --- | --- | --- | --- | --- | --- | --- | --- | --- | --- | --- | --- | ------ | -------- |
| 1975 | 312T    | G     |                   | ARG | BRA | RSA | ESP | MON | BEL | SWE | NED | FRA | GBR | GER | AUT | ITA | USA |     |     |     | 72.5   | 1.       |
| 1975 | 312T    | G     | Clay Regazzoni    |     |     | 16  | NK  | KI  | 5   | 3   | 3   | KI  | 13  | KI  | 7   | 1   | KI  |     |     |     | 72.5   | 1.       |
| 1975 | 312T    | G     | Niki Lauda        |     |     | 5   | KI  | 1   | 1   | 1   | 2   | 1   | 8   | 3   | 6   | 3   | 1   |     |     |     | 72.5   | 1.       |
| 1976 | 312T    | G     |                   | BRA | RSA | USW | ESP | BEL | MON | SWE | FRA | GBR | GER | AUT | NED | ITA | CAN | USA | JPN |     | 83     | 1.       |
| 1976 | 312T    | G     | Niki Lauda        | 1   | 1   | 2   |     |     |     |     |     |     |     |     |     |     |     |     |     |     | 83     | 1.       |
| 1976 | 312T    | G     | Clay Regazzoni    | 7   | KI  | 1   |     |     |     |     |     |     |     |     |     |     |     |     |     |     | 83     | 1.       |
| 1976 | 312T2   | G     | Niki Lauda        |     |     |     | 2   | 1   | 1   | 3   | KI  | 1   | KI  |     |     | 4   | 8   | 3   | KI  |     | 83     | 1.       |
| 1976 | 312T2   | G     | Clay Regazzoni    |     |     |     | 11  | 2   | 14  | 6   | KI  | DSQ | 9   |     | 2   | 2   | 6   | 7   | 5   |     | 83     | 1.       |
| 1976 | 312T2   | G     | Carlos Reutemann  |     |     |     |     |     |     |     |     |     |     |     |     | 9   |     |     |     |     | 83     | 1.       |
| 1977 | 312T2B  | G     |                   | ARG | BRA | RSA | USW | ESP | MON | BEL | SWE | FRA | GBR | GER | AUT | NED | ITA | USA | CAN | JPN | 95(97) | 1.       |
| 1977 | 312T2B  | G     | Niki Lauda        | KI  | 3   | 1   | 2   | NI  | 2   | 2   | KI  | 5   | 2   | 1   | 2   | 1   | 2   | 4   |     |     | 95(97) | 1.       |
| 1977 | 312T2B  | G     | Carlos Reutemann  | 3   | 1   | 8   | KI  | 2   | 3   | KI  | 3   | 6   | 15  | 4   | 4   | 6   | KI  | 6   | KI  | 2   | 95(97) | 1.       |
| 1977 | 312T2B  | G     | Gilles Villeneuve |     |     |     |     |     |     |     |     |     |     |     |     |     |     |     | 12  | KI  | 95(97) | 1.       |
| 1978 | 312T2B  | M     |                   | ARG | BRA | RSA | USW | MON | BEL | ESP | SWE | FRA | GBR | GER | AUT | NED | ITA | USA | CAN |     | 58     | 2.       |
| 1978 | 312T2B  | M     | Carlos Reutemann  | 7   | 1   |     |     |     |     |     |     |     |     |     |     |     |     |     |     |     | 58     | 2.       |
| 1978 | 312T2B  | M     | Gilles Villeneuve | 8   | KI  |     |     |     |     |     |     |     |     |     |     |     |     |     |     |     | 58     | 2.       |
| 1978 | 312T3   | M     | Carlos Reutemann  |     |     | KI  | 1   | 8   | 3   | KI  | 10  | 18  | 1   | KI  | DSQ | 7   | 3   | 1   | 3   |     | 58     | 2.       |
| 1978 | 312T3   | M     | Gilles Villeneuve |     |     | KI  | KI  | KI  | 4   | 10  | 9   | 12  | KI  | 8   | 3   | 6   | 7   | KI  | 1   |     | 58     | 2.       |
| 1979 | 312T3   | M     |                   | ARG | BRA | RSA | USW | ESP | BEL | MON | FRA | GBR | GER | AUT | NED | ITA | CAN | USA |     |     | 113    | 1.       |
| 1979 | 312T3   | M     | Jody Scheckter    | KI  | 6   |     |     |     |     |     |     |     |     |     |     |     |     |     |     |     | 113    | 1.       |
| 1979 | 312T3   | M     | Gilles Villeneuve | KI  | 5   |     |     |     |     |     |     |     |     |     |     |     |     |     |     |     | 113    | 1.       |
| 1979 | 312T4   | M     | Jody Scheckter    |     |     | 2   | 2   | 4   | 1   | 1   | 7   | 5   | 4   | 4   | 2   | 1   | 4   | KI  |     |     | 113    | 1.       |
| 1979 | 312T4   | M     | Gilles Villeneuve |     |     | 1   | 1   | 7   | 7   | KI  | 2   | 14  | 8   | 2   | KI  | 2   | 2   | 1   |     |     | 113    | 1.       |
| 1980 | 312T5   | M     |                   | ARG | BRA | RSA | USW | BEL | MON | FRA | GBR | GER | AUT | NED | ITA | CAN | USA |     |     |     | 8      | 10.      |
| 1980 | 312T5   | M     | Jody Scheckter    | KI  | KI  | KI  | 5   | 8   | KI  | 12  | 10  | 13  | 13  | 9   | 8   | NK  | 11  |     |     |     | 8      | 10.      |
| 1980 | 312T5   | M     | Gilles Villeneuve | KI  | 16  | KI  | KI  | 6   | 5   | 8   | KI  | 6   | 8   | 7   | KI  | 5   | KI  |     |     |     | 8      | 10.      |

1975-ben kilenc pontot a Ferrari 312B3-mal szereztek.

## Fordítás
Ez a szócikk részben vagy egészben  a   Ferrari 312T című angol Wikipédia-szócikk ezen változatának fordításán alapul.  Az eredeti cikk szerkesztőit annak laptörténete sorolja fel. Ez a jelzés csupán a megfogalmazás eredetét és a szerzői jogokat jelzi, nem szolgál a cikkben szereplő információk forrásmegjelöléseként.